# Basquette
Il basquette (o 6 on 6 basketball) è un'antica variante della pallacanestro, praticata esclusivamente dalle donne.
Le regole del basquette sono molto simili a quelle della pallacanestro, ma hanno cinque varianti fondamentali:
1. le giocatrici devono indossare delle gonne, per avere un aspetto più femminile;
2. le squadre sono formate da sei giocatrici, tre ali e tre guardie;
3. solo le ali possono tirare e solo loro possono stare nella metà avversaria del campo, potendo così solo attaccare; le guardie devono rimanere nella propria metà campo, giocando così solo in difesa;
4. le giocatrici possono palleggiare solo due volte, per poi passare o tirare;
5. dopo ogni canestro, si effettua il salto a due.

Dato che tutte le leghe mondiali hanno adottato le regole della pallacanestro femminile, questo sport è ormai poco praticato. Le due principali leghe americane, quelle dell'Iowa (dove si praticava dal 1898) e dell'Oklahoma, hanno smesso di organizzare i campionati rispettivamente nel 1993 e nel 1995.